# Can't Stand Losing You
«Can't Stand Losing You» es un sencillo de la banda británica de rock The Police. Fue lanzado por primera vez en 1978 como sencillo en su álbum Outlandos d'Amour. La canción fue escrita por Sting. Esta muestra la gran influencia de reggae que tiene The Police en sus trabajos.
El lado B de este sencillo es «Dead End Job», una canción de corte punk, típica de The Police en sus primeros años.
La pista instrumental «Reggatta de Blanc», del álbum del mismo nombre, se originó por un error de improvisación realizado durante las presentaciones en vivo de «Can't Stand Losing You».
The Police interpretó esta canción en el Giants Stadium el 7 de julio de 2007, para los conciertos de Live Earth.
La banda británica de rock Feeder hizo una versión de la canción, interpretándola en vivo un par de ocasiones. También aparece en los lados B de su álbum "Picture of Perfect Youth".

## Músicos
- Sting - voz principal y coros, bajo sin trastes
- Andy Summers - guitarra eléctrica y coros
- Stewart Copeland - batería y coros